# Harry Kelly
Edward Harry Kelly était un compositeur américain de musique ragtime. Né en 1879, il composa au total 18 morceaux. Sa première pièce fut "Peaceful Henry", composée en 1901 et présentée sur la couverture de la partition comme un "slow drag". Kelly décéda en 1955 à l'âge de 75 ans, à Kansas City dans le Missouri.

## Liste des compositions
1901
- Peaceful Henry - A Slow DragPeaceful Henry, (1901)

1902
- None But the Brave

1903
- Peaceful Henry (Song)
- Mona [avec Seymour Rice]

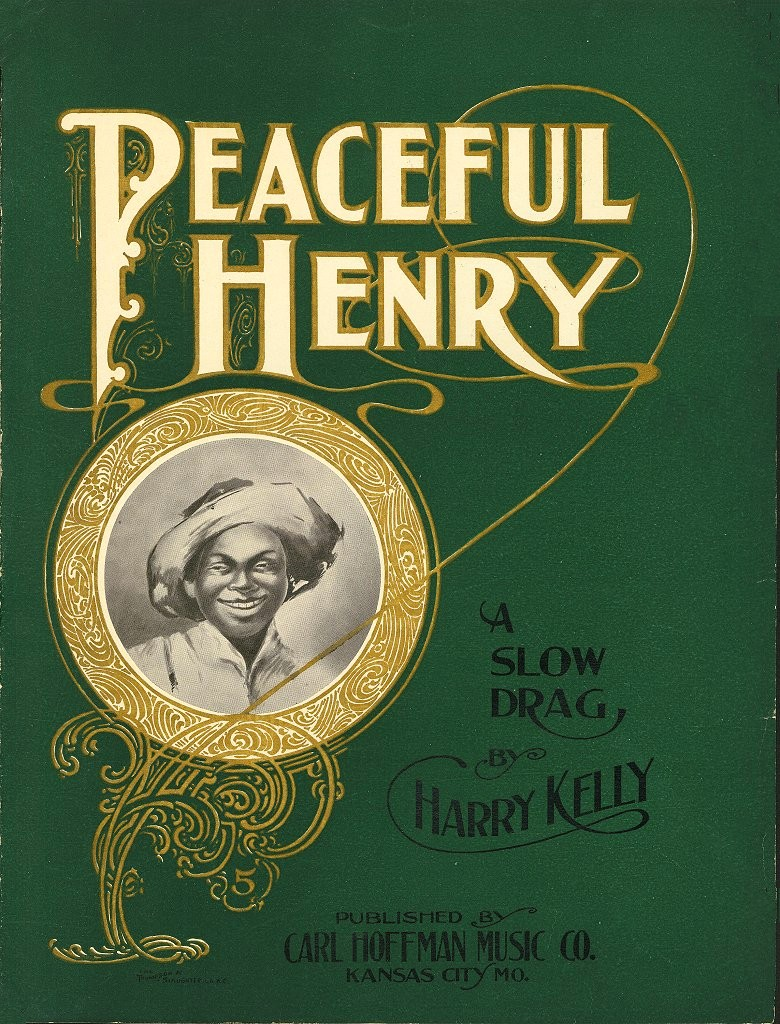
Peaceful Henry, (1901)

- Georgia Echoes - Two Step Characteristic
- Southern Smiles - March and Two Step
- Southern Smiles (Song)

1904
- Gallant Hearts
- Dinah Green

1905
- I Want Somebody to Love
- I'm So Sleepy

1907
- All the Candy - Novelty Two Step

1910
- Be Careful Mary

1916
- The Country Club Rag
- The Baltimore Rag
- The Muehlebach Rag

1917
- America, Ireland Loves You

1923
- Sunshine of Mine